# Ablepharus deserti
Ablepharus deserti är en ödleart som beskrevs av Strauch 1868. Ablepharus deserti ingår i släktet Ablepharus och familjen skinkar. Inga underarter finns listade i Catalogue of Life.

## Utbredning
Arten förekommer med en större population från gränsområdet Turkmenistan/Uzbekistan samt från resterna av Aralsjön i Kazakstan till norra delen av provinsen Xinjiang i Kina. Små avskilda populationer hittas även vid östra sidan av Kaspiska havet och i södra Turkmenistan. Denna skink lever i kulliga områden, på högplatå och i bergstrakter mellan 600 och 2400 meter över havet. Habitatet utgörs av öknar och andra ödemarker, inklusive tillhörande oaser. Typiska växter i regioner ovanför 2000 meter tillhör stinkflokesläktet, släktet tryar, rossläktet, oxbärssläktet och spireasläktet. I bergstrakternas låga delar besöks ofta trädgårdar, buskskogar och fruktodlingar.

## Ekologi
Individerna är dagaktiva. Honor lägger upp till 11 ägg per tillfälle.

## Status
Beståndet i Ferganadalen hotas av intensivt bruk av betesmarker samt av industriell bomullsodling. I dalen förekommer inga skyddszoner och enligt uppskattningar minskade artens population i dalen med 75 till 90 procent mellan 1980-talet och 2019. Även i Kina ersattes delar av det ursprungliga landskapet med bomullsodlingar och skogar.
För resten av utbredningsområdet är inga större hot mot Ablepharus deserti kända. IUCN kategoriserar arten globalt som livskraftig.